# Ото II фон Хабсбург
Вижте пояснителната страница за други личности с името Ото II.
Ото II фон Хабсбург (на немски: Otto II von Habsburg; † убит 8 ноември 1111) е граф на Хабсбург от 1096 до 1111 г., ландграф в Горен-Елзас и фогт на Мури.

## Биография
Той е вторият син на граф Вернер I († 11 ноември 1096) и Регилинда графиня на Ленцбург-Баден. Врат му Албрехт II († 14 юли 1140), фогт на Мури, умира без наследник.
Ото II вероятно е първият, който си дава титлата граф на Хабсбург. Той придружава през 1108 г. император Хайнрих V във военния поход против Унгария. На връщане той е убит на 8 ноември 1111 г. в Бутенхайм в Бавария вероятно от Хесо фон Узенберг по време на караница. Погребан е в манастир Мури.

## Фамилия
Ото II се жени за Хилда († ок. 1076), графиня фон Пфирт (Дом Скарпон). Те имат децата:
- Рудолф (I), умира без наследник
- Вернер II († 19 август 1167), граф на Хабсбург
- Аделхайд ∞ за граф Дитрих фон Хюнебург или фон Хенеберг от род Близкастел († 1155/пр. 1159)
- Ото († 8 март 1174), епископ на Констанц (1165/1166]